# Hidrazobenzol
A hidrazobenzol, más néven 1,2-difenilhidrazin aromás szerves vegyület, molekulájában két anilincsoport kapcsolódik össze a nitrogénatomjával. Fontos vegyipari anyag, színezékek, gyógyszerek és hidrogén-peroxid gyártásához használják.

## Előállítása
Nitrobenzol és nátrium-hidroxid, valamint ón(II)-klorid vagy nátriumamalgám reakciójával, majd a kapott azobenzol cinkes redukciójával.
Közvetlenebb út két nitrobenzol cinkes és nátrium-hidroxidos redukciója.
Másik lehetőség azoxibenzol szintézise nitrozobenzol és fenilhidroxilamin kondenzációs reakciójával, majd annak redukciója hidrazobenzollá.

## Fordítás
- Ez a szócikk részben vagy egészben  a   Hydrazobenzene című angol Wikipédia-szócikk ezen változatának fordításán alapul.  Az eredeti cikk szerkesztőit annak laptörténete sorolja fel. Ez a jelzés csupán a megfogalmazás eredetét és a szerzői jogokat jelzi, nem szolgál a cikkben szereplő információk forrásmegjelöléseként.
- Ez a szócikk részben vagy egészben  a   Hydrazobenzol című német Wikipédia-szócikk ezen változatának fordításán alapul.  Az eredeti cikk szerkesztőit annak laptörténete sorolja fel. Ez a jelzés csupán a megfogalmazás eredetét és a szerzői jogokat jelzi, nem szolgál a cikkben szereplő információk forrásmegjelöléseként.